# Случаят Кюри
„Случаят Кюри“ е български игрален филм (комедия, детски) от 2017 година на режисьора Андрей Хадживасилев, по сценарий на Сабина Иванова и Пламена Велковски. Оператор е Божидар Симеонов. Музиката във филма е на Георги Стрезов.

## Сюжет
Тони е запалено по науката хлапе с мечта да стане велик учен, детската му стая е истинска лаборатория, а опитната му мишка носи името на откривателката на радиацията Мария Кюри.
Въпреки че е само на 8, той иска да се яви на Националния фестивал на науката със свой експеримент, но когато пакостливата балерина Рая и училищният побойник Стефан отвличат малката Кюри, Тони трябва да премине ред предизвикателства, за да си я върне. Балетната постановка на училището е провалена с гръм и трясък за сметка на едно ново приятелство, а с първия си игрален филм режисьорът Андрей Хадживасилев приема българското детско кино като своя лична кауза.

## Актьорски състав
| Роля                      | Изпълнител              |
| ------------------------- | ----------------------- |
| Антон Петров-Тони         | Мартин Паунов           |
| Рая Иванова               | Зорница Иванова         |
| Соня                      | Ивет Митова             |
| Дара                      | Николета Манева         |
| Ясен Хаджичобанов         | Ясен Кадиев             |
| кордебалет                |                         |
|                           | Адрина Предева          |
|                           | Адриана Каранешева      |
|                           | Ева Рачева              |
|                           | Симона Гьонова          |
|                           | Павла Дебрюне           |
|                           | Адриана Сергеева        |
| деца от квартала          |                         |
|                           | Алис Джадала            |
|                           | Дара Костова            |
|                           | Пламена Петкова         |
|                           | Калоян Мичев            |
|                           | Васил Тодоров           |
|                           | Владимир Димитров       |
|                           | Мартин Петров           |
| преподавателката по балет | Илина Агова             |
| директорката              | Мила Банчева            |
| корепетиторката Андреева  | Надежда Савова          |
| майката на Дара           | Лора Мутишева           |
| бащата на Дара            | Николай Върбанов        |
| майката на Соня           | Таня Кожухарова         |
| бащата на Соня            | Юлиян Малинов           |
| комисия опера             |                         |
|                           | Анна Младенова-Иванова  |
|                           | Магдалена Ангелова      |
|                           | Петя Хадживасилева      |
|                           | Миладин Гергов          |
| полицай 1                 | Андрей Л. Х адживасилев |
| полицай 2                 | Евгени Панев            |